# 諸星大二郎
諸星大二郎（1949年7月6日—），日本栃木縣足利市出生的漫畫家，以創作科幻、寓言、民間傳說題材的漫畫聞名，克蘇魯神話對其作品也有間接的影響。
諸星從高中畢業後，從事了三年公務員，1970年開始創作漫畫，在1974年憑著科幻漫畫《生物都市》入選第7回手塚賞。同年開始在《週刊少年Jump》連載《妖怪獵人》。之後陸續推出《暗黑神话》、《孔子暗黑傳》、《Mad Men》、《西遊妖猿傳》等作品。
1992年，作品、《異界録》獲得第21屆日本漫畫家協會獎的優秀獎，2018年，作品《諸星大二郎劇場》獲得第47屆日本漫畫家協會獎的大獎。2000年時以《西遊妖猿傳》拿下第4屆手塚治虫文化獎。
2020年，為慶祝諸星出道五十周年，足利市立美術館開辦巡迴展覽。